# Liste der Denkmale in Magdeburg
In dieser Liste sind die Denkmale in Magdeburg aufgeführt. Als Denkmal im Sinne dieser Liste gelten Denkmale und Gedenktafeln, die sich im öffentlich zugänglichen Raum befinden. Nicht alle als Denkmal geltende Objekte in dieser Liste unterliegen selbst dem Denkmalschutz.
In dieser Liste nicht enthalten sind:
- Kunstwerke, die nicht dem Gedenken an bestimmte Personen, Personengruppen oder Ereignisse dienen (siehe hierfür die Liste Kunst im öffentlichen Raum in Magdeburg und Skulpturenpark Magdeburg),
- Objekte, die als Kulturdenkmale unter Denkmalschutz stehen und daher im weitesten Sinne ebenfalls als Denkmäler bezeichnet werden (siehe hierfür die Liste der Kulturdenkmale in Magdeburg),
- Kriegerdenkmale, die, in der Regel selbst unter Denkmalschutz stehend, in den Listen der Kulturdenkmale der Stadt Magdeburg aufgeführt sind,
- Gedenkstätten, die die Liste der Gedenkstätten in Magdeburg aufzählt,
- Stolpersteine (siehe hierfür die Liste der Stolpersteine in Magdeburg)

| Bild | Name | Künstler | Datierung | Standort Lage                                                                    | Anmerkungen |
| ---- | --- | --- | --- | -------------------------------------------------------------------------------- | --- |
|      | August-Wilhelm-Francke-Denkmal                                                                                         | Gustav Blaeser | 1856 | Nordpark ·                                                                       | August Wilhelm Francke war Oberbürgermeister von Magdeburg. Francke gründete 1823 die bis heute bestehende Stadtsparkasse MagdeBurg. |
|      | Büste von Franz Mehring                                                                                                | Heinrich Apel | 1979 | Geschwister-Scholl-Park ·                                                        | Franz Mehring war sozialdemokratischer Politiker und Publizist. |
|      | Plastik zur Erinnerung an die Rettungstat des Hauptmanns Igor Belikow                                                  | Heinrich Apel | 1981 oder 1984 | Südseite der Ernst-Reuter-Allee gegenüber dem Haus Nummer 24 ·                   | Die Plastik erinnert an den sogenannten Kindersturz von 1969. |
|      | Telemann-Stele | Max Roßdeutscher (Plakette), Keslin Schnuchel (Stele), Detlev Roßdeutscher (Errichtung)                                                               | 1967 (Plakette), 2007 (Stele), 2011 (Errichtung) | Goldschmiedebrücke ·                                                             | Die Gedenktafel für Georg Philipp Telemann wurde 1967 aus Anlass des 200. Todestag des Komponisten errichtet. Telemann wurde in Magdeburg geboren. |
|      | Telemann und die 4 Temperamente                                                                                        | Eberhard Roßdeutscher | 1981 | Große Klosterstraße ·                                                            | Das Denkmal, fünf stilisierten Orgelpfeifen, darauf der Komponist Georg Philipp Telemann und die vier Temperamente (sanguinisch, cholerisch, phlegmatisch und melancholisch) wurde im Jahre 1981 aus Anlass des 300. Geburtstag des Komponisten geschaffen. |
|      | Anne-Frank-Stele | N.N. | --- | Schönebecker Straße, Klosterbergegarten (zu DDR-Zeiten Pionierpark) ·            | Stele zur Erinnerung an das jüdische Mädchen Anne Frank, das 1945 im KZ Bergen-Belsen ihr Leben verlor. |
|      | Friedrich-Friesen-Denkmal                                                                                              | Ernst Habs | 1893 | Ostseite der Hegelstraße am Rand des Fürstenwallparks ·                          | Geehrt wird der 1784 in Magdeburg geborene Karl Friedrich Friesen, Mitbegründer der deutschen Turnbewegung, Pädagoge und Kämpfer gegen die napoleonische Fremdherrschaft |
|      | Johannes-Gutenberg-Denkmal                                                                                             | Johannes Götz | 1900 | Gareisstraße ·                                                                   | Das von der Buchdruckerschaft Magdeburgs gestiftete Johannes-Gutenberg-Denkmal erinnert an den Erfinder des Buchdrucks mit beweglichen Metall-Lettern und der Druckerpresse, Johannes Gensfleisch, genannt Johannes Gutenberg |
|      | Steinkapsel neben der Stele der Völkerfreundschaft, zur Erinnerung an die Atombombenabwürfe auf Hiroshima und Nagasaki | Gerhard Rommel und Karl-Günter Möpert | --- | Schleinufer 1 (hinter dem Otto-von-Guericke-Zentrum) ·                           | Denkmal zum Gedenken an die Opfer der Atombombenabwürfe auf die japanischen Städte Hiroshima und Nagasaki. |
|      | Bürgerdenkmal „Wir sind das Volk“                                                                                      | Norbert Zargel | 2003 | Lothar-Kreyssig-Straße ·                                                         | Das Denkmal in unmittelbarer Nachbarschaft zum Magdeburger Dom erinnert an die Montagsdemonstrationen im Herbst 1989 |
|      | Mauersegment | Das Segment der Berliner Mauer wurde 2013 durch den Designer und Künstler Christoph Ackermann neu gestaltet                                           | 2013 | Lothar-Kreyssig-Straße Ecke Breiter Weg, neben dem Dommuseum ·                   | Das Denkmal, ein Teil der Berliner Mauer, erinnert an das Ende der deutschen Teilung. Das Denkmal ist ein Geschenk von BILD zum 20. Jahrestag des Mauerfalls an das Land Sachsen-Anhalt und die Stadt Magdeburg. Es wurde 2013 durch Christoph Ackermann neu gestaltet. |
|      | Denkmal für den in Magdeburg verstorbenen französischen Offizier, Mathematiker und Politiker Lazare Carnot             | Heinrich Apel | 1988 | Standort ehemals im Nordpark ·                                                   | Das Denkmal erinnerte an den in Magdeburg verstorbenen französischen Offizier, Mathematiker und Politiker Lazare Carnot, den Erfinder der Levée en masse (Massenaushebung) als Form der allgemeinen Wehrpflicht. Nachdem das Denkmal im Jahr 2025 zweimal von Bronzedieben schwer beschädigt worden war, wurde es aus dem öffentlichen Raum entfernt.                                                                 |
|      | Otto-von-Guericke-Denkmal                                                                                              | Carl Friedrich Echtermeier | 1907 | Auf dem Platz Bei der Hauptwache, nordöstlich des Alten Markts ·                 | Denkmal zu Ehren des in Magdeburg geborenen Naturwissenschaftlers und Magdeburger Bürgermeisters Otto von Guericke (1602–1686). |
|      | General-Steuben-Denkmal                                                                                                | Das Denkmal ist ein Nachguss einer seit 1910 im Lafayette Park in Washington stehenden Statue des in Deutschland geborenen Architekten Albert Jaegers | 1996 | Harnackstraße ·                                                                  | Denkmal zur Erinnerung an den in Magdeburg geborenen Friedrich Wilhelm Ludolf Gerhard Augustin von Steuben, auch bekannt als Baron Steuben, einem preußischen Offizier und US-amerikanischen General, der die Kontinentalarmee im Amerikanischen Unabhängigkeitskrieg reorganisierte. |
|      | Hasselbach-Brunnen | Karl Albert Bergmeier | 1890 | Haydnplatz ·                                                                     | Der monumentale Brunnen erinnert als Denkmal an den Magdeburger Oberbürgermeister Gustav Hasselbach. |
|      | Denkmal für Königin Luise von Preußen                                                                                  | Johannes Götz | 1901, 1963 vom Sockel gestoßen, 2009 wieder errichtet | Geschwister-Scholl-Park ·                                                        | Denkmal für Königin Luise von Preußen (Luise Auguste Wilhelmine Amalie Herzogin zu Mecklenburg, Gemahlin König Friedrich Wilhelms III. von Preußen), die sich während der dramatischen Ereignisse im Kampf Preußens gegen Napoleon Bonaparte besonders um Magdeburg verdient gemacht hatte, als sie die Annahme einer Rose aus Napoleons Hand an die Bedingung der Wiederherausgabe des eroberten Magdeburgs knüpfte. |
|      | Johann-Bernhard-Basedow-Denkmal                                                                                        | N.N. | Das Denkmal befand sich bis 1956 auf dem Kirchhof der inzwischen abgerissenen Heilig-Geist-Kirche in Magdeburg. Nur Überreste blieben erhalten. 2015 wurde es am jetzigen Standort neu errichtet. | nahe der Großen Klosterstraße/Regierungsstraße, hinter dem ehemaligen IBA-Shop · | Das Denkmal erinnert an den in Magdeburg verstorbenen Johann Bernhard Basedow, einen deutschen Theologen, Pädagogen, Schriftsteller und einem der führenden Köpfe der Philanthropen, einer reformpädagogischen Bewegung in der Epoche der Aufklärung. |
|      | Eisenbarthbrunnen | Fritz von Graevenitz | 1939 | Bei der Hauptwache, hinter dem Neuen Rathaus ·                                   | Der Brunnen erinnert an den in der Nähe des Brunnenstandorts im frühen 18. Jahrhundert wirkenden deutschen Handwerkschirurgen, Wundarzt und Starstecher Johann Andreas Eisenbarth („Doktor Eisenbarth“). |
|      | Theodor-Kozlowski-Denkmal                                                                                              | Baurat Poetsch (Berlin), Baurat Eggemann (Magdeburg)                                                                                                  | 1900 | Kleiner Werder ·                                                                 | Das als Obelisk gestaltete Denkmal erinnert an den von 1866 bis 1880 als Elbstrombaudirektor tätigen Bauingenieur und preußischen Baubeamten Theodor Kozlowski, der maßgeblich an der Regulierung der bis dahin noch weitgehend frei fließenden Elbe beteiligt war. Die Stiftung des Denkmals erfolgte durch die Elbschiffer als Dank für Kozlowskis Wirken.                                                          |
|      | Werner-Nolopp-Denkmal                                                                                                  | Georg Grote | 1906 | Neustädter Friedhof ·                                                            | Denkmal für den 1903 in Magdeburg verstorbenen Lehrer, Dirigenten, Chorleiter und Komponisten Werner Nolopp |
|      | Wittig-Denkmal | N.N. | Nach 1926 | An den Rennwiesen ·                                                              | Das Wittig-Denkmal erinnert an den im Umfeld des heutigen Denkmals ermordeten Kraftfahrer Walter Wittig. Es wurde gesetzt im Auftrag von im deutschen Verkehrsbund Leipzig und Magdeburg organisierten Kraftdroschkenführern. |
|      | Lutherdenkmal Magdeburg                                                                                                | Emil Hundrieser | 1886 | Jakobstraße, nordwestlich vor der Johannis-Kirche ·                              | Das Lutherdenkmal ist ein zu Ehren des Reformators Martin Luther in Magdeburg errichtetes und ihn als Figur darstellendes Denkmal. |
|      | Niemeyer-Gedenkstein                                                                                                   | --- | Nach 1890 | Südspitze des Rotehornparkes ·                                                   | Gedenkstein für den deutschen Gartenarchitekten und Gartendirektor der Stadt Magdeburg, Paul Viktor Niemeyer. |
|      | Immermann-Gedenktafel                                                                                                  | Alexander Zschokke | 1927 | Immermannstraße 18 ·                                                             | Gedenktafel für den Dichter Karl Immermann. |
|      | Immermannbrunnen | Carl Echtermeier | 1899 | Danzstraße ·                                                                     | Der Brunnen erinnert an den in Magdeburg geborenen Karl Immermann, einen Schriftsteller, Lyriker und Dramatiker. |
|      | Erich-Scharf-Denkmal                                                                                                   | Hunholdt | 1950 | Olvenstedter Platz ·                                                             | Denkmal für das bei einer Demonstration tödlich verunglückte SED-Mitglied Erich Scharf. |
|      | Eike-von-Repgow-Denkmal                                                                                                | Hans Grimm | 1938 | Platz des 17. Juni ·                                                             | Denkmal für den Rechtsgelehrten Eike von Repgow. |
|      | Fluthelferdenkmal | --- | --- | Petriförder ·                                                                    | Denkmal für die Fluthelferinnen und Fluthelfer in Erinnerung an die Elbe-Hochwasser2002 und 2013, gestiftet durch Rotary International. |
|      | Gedenkstein zur Gründung der Neuen Neustadt 1812                                                                       | --- | 1914 | Agnetenstraße ·                                                                  | Zur Erinnerung an die 100-Jahrfeier der Neustadt errichteter Gedenkstein. |
|      | Erich-Weinert-Denkmal                                                                                                  | Joachim Sendler | 1969 | Thiemstraße 7 ·                                                                  | Denkmal zu Ehren des Schriftstellers Erich Weinert, aus der Innenstadt an den heutigen Platz im Hof des Literaturhaus Magdeburg, dem Geburtshaus Weinerts, versetzt. |
|      | Henning-von-Tresckow-Denkmal                                                                                           | --- | --- | Henning-von-Tresckow-Straße Ecke Nordpark ·                                      | Denkmal zu Ehren des in Magdeburg geborenen Generalmajors Henning von Tresckow, eines Widerstandskämpfers gegen Hitler und Verschwörers des 20. Juli 1944. |
|      | Julius-Fučík-Denkmal                                                                                                   | --- | --- | An der Steinkuhle ·                                                              | Denkmal zu Ehren des tschechischen Schriftstellers, Literaturkritikers und Redakteurs Julius Fučík. |
|      | Peter-Joseph-Lenné-Denkmal                                                                                             | Heinrich Apel | 1989 | Schönebecker Straße ·                                                            | Denkmal für den preußischen Gartenkünstler und General-Gartendirektor Peter Joseph Lenné, der u. a. den Klosterbergegarten, den Nordpark und den Herrenkrugpark in Magdeburg entwarf. |
|      | Ebeling-Gedenkstein | --- | 1904 | Herrenkrugpark ·                                                                 | Der von der Stadt Magdeburg 1904 errichtete Gedenkstein – ein Granit-Findling – erinnert an den Lehrer und Botaniker Christoph Wilhelm Ebeling, der 1865 den Botanischen Verein in Magdeburg gründete und ab 1874 der Aufbau und die Leitung des botanischen Schulgartens der Stadt Magdeburg im Herrenkrug verantwortete.                                                                                            |
|      | Heinz-Krügel-Denkmal                                                                                                   | Frank Sobirey | 2014 | Heinz-Krügel-Platz ·                                                             | Denkmal für Heinz Krügel, einen der erfolgreichsten Fußballtrainer der DDR. Mit dem 1. FC Magdeburg gewann er 1974 den Europapokal der Pokalsieger. |
|      | Denkmal zur Erinnerung an die Magdeburger Pioniere 1816–1945                                                           | N.N. | 2002 | Turmschanzenstraße 25 ·                                                          | Denkmal zur Erinnerung an die Magdeburger Pioniere, die seit 1900 im Bereich der Mudra-, der Beseler- und der Goltz-Kaserne gelegen haben. Das Denkmal befindet sich auf dem Geländer der ehemaligen Pionierkaserne, in dem seit 2001 das Ministerium für Arbeit, Soziales, Gesundheit und Gleichstellung seinen Sitz hat.                                                                                            |
|      | Denkmal zur Erinnerung an die Ereignisse des 17. Juni 1953                                                             | Christine Bergmann | 2023 | Platz des 17. Juni ·                                                             | Das am 2. Juni 2023 enthüllte Denkmal soll an die Ereignisse des 17. Juni 1953 erinnern. |
|      | Plastik zum Gedenken an die von 1939 bis 1945 verfolgten und ermordeten Magdeburger Sinti und Roma                     | Wolfgang Roßdeutscher | 1998 | Hegelstraße Ecke Am Dom ·                                                        | Das 1998 errichtete Denkmal dient dem Gedenken an die von 1939 bis 1945 verfolgten und ermordeten Magdeburger Sinti und Roma, die Opfer des Völkermordes in Auschwitz und an anderen Stätten wurden. |
|      | Lothar-Kreyssig-Gedenktafel                                                                                            | --- | 2023 | Ecke Hegelstraße, Am Dom und Danzstraße ·                                        | Die vom Kirchenkreis Magdeburg gestiftete Gedenktafel ehrt Dr. Lothar Kreyssig, den Gründer der Aktion „Sühnezeichen“. |
|      | Fortuna-Denkmal | Fritz Hertel | um 1930 | Am Rande des Sportplatzes Fortuna am Schöppensteg ·                              | Das Denkmal erinnert an die im Ersten Weltkrieg gefallenen Sportler. |
|      | Denkmal für Graf von Schwerin                                                                                          | --- | 1934 | An der Herrenkrugstraße ·                                                        | Denkmal für Friedrich Kurt Alexander Graf von Schwerin, einen preußischen Dendrologen, Schriftsteller und Rittergutsbesitzer, gestiftet von der Dendrologischen Gesellschaft. |
|      | Oppermannstein | --- | ab 1854 | Herrenkrugpark, nordwestlich hinter dem Herrenkrug-Hotel ·                       | Stele als Grabstein für den 1854 im Alter von vier Jahren in der Elbe ertrunkenen Gustav F. W. Oppermann. |
|      | Freidenkerdenkmal | Carl Krayl | 1930 | Westfriedhof, Große Diesdorfer Str. 160, 39110 Magdeburg ·                       | Denkmal für den Verein der Freidenker für Feuerbestattungen. Die geometrischen Figuren Quader, Kugel und Stele stehen für Streben im Leben und Tod. Die Inschrift wurde 2022 spendenfinanziert erneuert. |
|      | Denkmal Magdeburger Recht                                                                                              | Claus Bury | 2024 | Ostufer der Elbe zwischen Neuer Strom- und Edithabrücke ·                        | Denkmal zur Erinnerung an das von Magdeburg ausgehende Recht. Die 13 Säulen tragen die Namen von Städten, in denen einst das Magdeburger Recht galt. Das Denkmal ist spendenfinanziert. |
|      | Gedenktafel Reichsbanner Schwarz-Rot-Gold                                                                              | --- | 1999 | An der Fassade eines Hauses am Erhard-Hübner-Platz ·                             | Gedenktafel zur Erinnerung an die an dem Ort der Gedenktafel am 22. Februar 1924 in Magdeburg erfolgte Gründung des Reichsbanners Schwarz-Rot-Gold, Bund der republikanischen Kriegsteilnehmer. Die Tafel wurde anlässlich der 75. Wiederkehr des Gründungstages von der SPD Magdeburg gestiftet. |
|      | Gedenktafel Dr. Magnus Hirschfeld                                                                                      | --- | --- | An der Nordostecke des Ulrichhauses ·                                            | Gedenktafel zur Erinnerung Dr. Magnus Hirschfeld, der an dem Ort der Gedenktafel, Breiter Weg 168, von 1894 bis 1896 als Arzt und Sexualwissenschaftler wirkte. |